# Confédération d'Amérique du Nord et des Caraïbes de handball
La Confédération d'Amérique du Nord et des Caraïbes de handball (en anglais : North America and the Caribbean Handball Confederation, d'où le sigle NACHC) est l'instance qui regroupe les fédérations de handball d'Amérique du Nord et des Caraïbes depuis le 13 avril 2019. Cette fédération a été créée par la Fédération internationale de handball (IHF) qui a décidé de diviser la Fédération panaméricaine de handball en deux confédérations continentales, : celle-ci et la Confédération d'Amérique du Sud et centrale.
Elle est responsable notamment des compétitions suivantes :
- le Championnat d'Amérique du Nord et des Caraïbes masculin,
- le Championnat d'Amérique du Nord et des Caraïbes féminin.

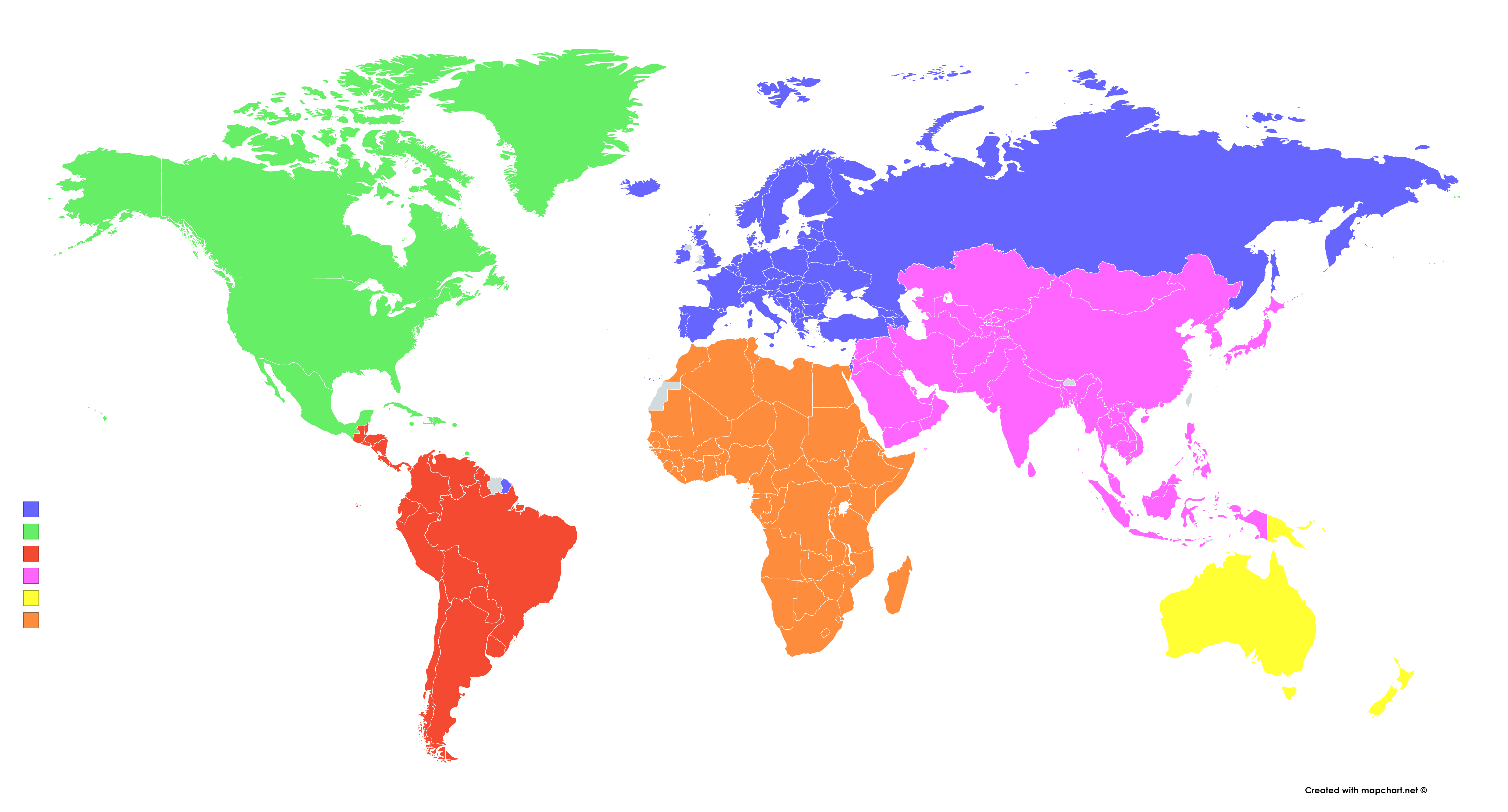
Liste des fédérations continentales affiliées à l'IHF :
Fédération asiatique de handball (AHF)
Confédération africaine de handball (CAHB)
Confédération d'Amérique du Nord et des Caraïbes
Confédération d'Amérique du Sud et centrale (SCAHC)
Fédération du continent océanien de handball (OCHF)
Fédération européenne de handball (EHF)

## Membres
Les 21 membres sont :
Amérique du Nord (4) :
- Canada
- États-Unis (Fédération)
- Groenland (Fédération)
- Mexique

Caraïbes (17) :
- Antigua-et-Barbuda
- Bahamas
- Barbade
- Îles Vierges britanniques
- Îles Caïmans
- Cuba
- Dominique
- République dominicaine
- Grenade
- Haïti
- Jamaïque
- Guadeloupe
- Martinique
- Porto Rico
- Saint-Christophe-et-Niévès
- Sainte-Lucie
- Trinité-et-Tobago